# Karl Schrader (Politiker, 1834)

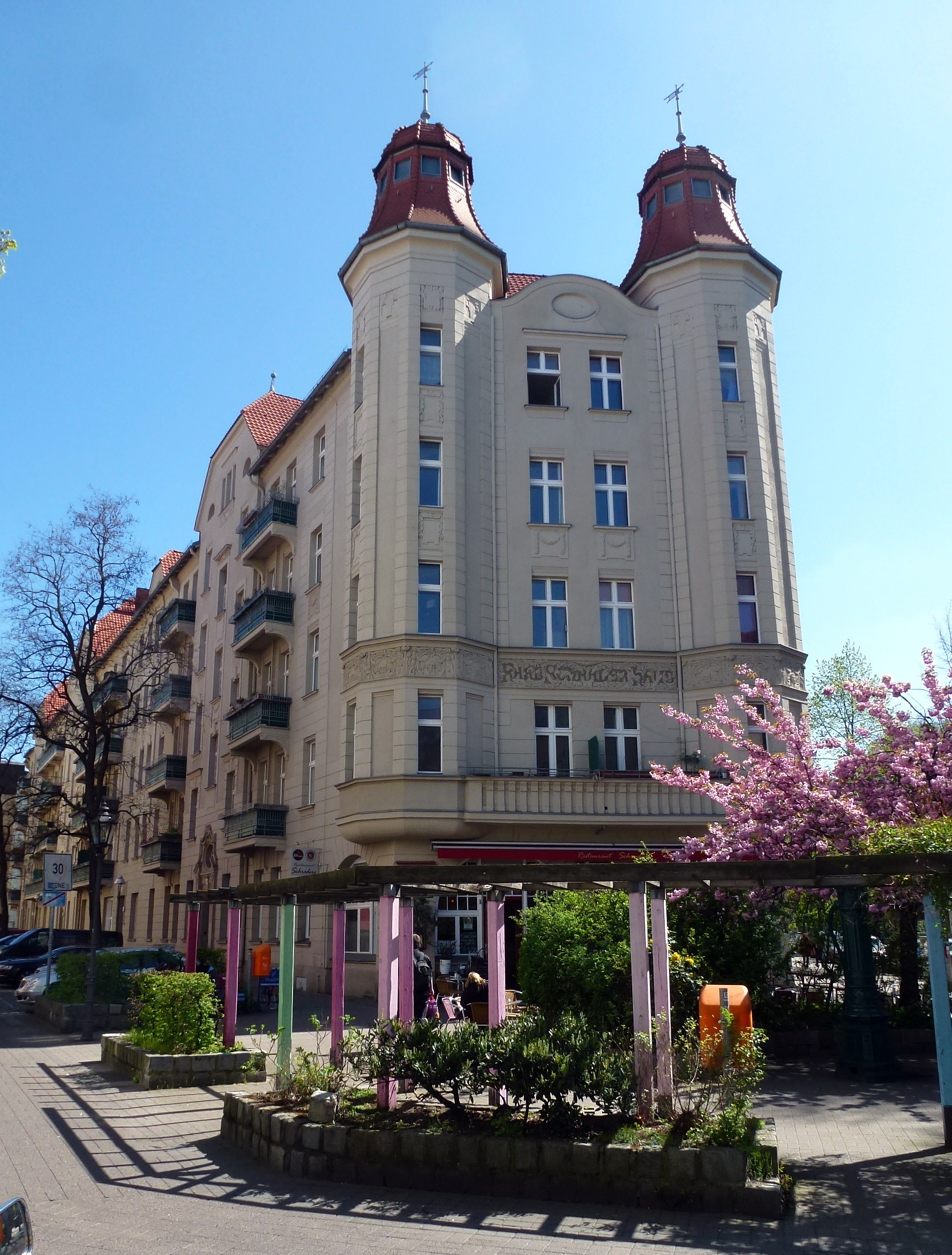
Karl-Schrader-Haus in der Malplaquetstraße in Berlin-Wedding

Karl Wilhelm Franz Gabriel Schrader (* 4. April 1834 in Wolfenbüttel; † 4. Mai 1913 in Berlin-Schöneberg) war ein deutscher Jurist und liberaler Politiker, Mitbegründer vieler sozialer Einrichtungen, Stiftungen und Vereine.

## Leben und Wirken
Schrader wuchs zusammen mit den drei Kindern seines Vaters aus erster Ehe in Wolfenbüttel auf. Kurz nach der Geburt seines zweieinhalb Jahre jüngeren Bruders starb die Mutter. Karl Schrader studierte nach Absolvierung des humanistischen Gymnasiums Jurisprudenz an den Universitäten Berlin und Göttingen. Er wurde 1853 Mitglied der Alten Burschenschaft Alemannia Göttingen. Nach dem Studium übernahm er eine führende Position als Verwaltungsbeamter der Herzoglich Braunschweigischen Staatseisenbahn. Zusätzlich engagierte er sich im sozialen Bereich:
Gründung eines Männerturnvereins, eines Spar- und Kreditvereins, einer Baugenossenschaft für kleine Leute, die so zu Haus und Eigentum kommen konnten, eines Zweigvereins des Lette-Vereins des 1866 von Adolf Lette gegründeten Vereins zur Förderung höherer Bildung und Erwerbsfähigkeit des weiblichen Geschlechts, und er wird sogar Schriftführer des Vaterländischen Frauenvereins.
Über letztgenannten Verein schrieb Karl Schrader:
Der Verein widmete sich seinen Aufgaben mit Ernst, beschaffte eine Pflegestätte, nahm Pflegerinnen an und arbeitete im Jahre 1870/71 eifrig in der Verwundetenpflege mit … In dem Verein hatte ich durch meine Stimme die Entscheidung dafür gegeben, daß nicht weltliche Pflegerinnen, sondern Diakonissen angestellt wurden … Nach meinem Abgange hat sich daraus ein großes Diakonissenhaus entwickelt.
1872 wurde er zum Direktor der Berlin-Anhalter Eisenbahn ernannt. Noch im gleichen Jahr heiratete Karl Schrader Henriette Breymann. Das Ehepaar zog nach Berlin. 1883 übernahm der Jurist eine Beratertätigkeit für die Deutsche Bank, gehörte ab 1889 dem Aufsichtsrat der anatolischen Eisenbahngesellschaft an und saß ab 1894 im Aufsichtsrat der Deutschen Bank.
Schrader war zudem ein engagierter Politiker. Er gehörte zunächst zum linken Flügel der Nationalliberalen Partei und vollzog mit diesem alle Abspaltungen und Vereinigungen zwischen 1880 und 1910, angefangen von der Liberalen Vereinigung (1880), über die Deutsche Freisinnige Partei (1884) und die Freisinnige Vereinigung (1893), bis hin zur Fortschrittlichen Volkspartei (1910). Als Abgeordneter dieser Parteien saß er zwischen 1881 und 1913 – mit einer kurzen Unterbrechung – insgesamt 26 Jahre im Reichstag. Er vertrat 1881 bis 1884 den Reichstagswahlkreis Herzogtum Braunschweig 1, 1887 bis 1890 den Reichstagswahlkreis Regierungsbezirk Danzig 3, 1890 bis 1893 für den Reichstagswahlkreis Herzogtum Braunschweig 2 und 1903 bis 1912 den Reichstagswahlkreis Herzogtum Anhalt 1. Im Reichstag setzte sich Schrader unter anderem für die Zulassung der Frauen zum Universitätsstudium ein.
Schrader war außerdem Präsident des von ihm mitbegründeten Deutschen Protestantenvereins, der einen liberalen Protestantismus propagierte. Auch als Kommunalpolitiker in Schöneberg engagierte er sich und wurde bei der ersten Gemeindekirchenratswahl der Evangelischen Luther-Kirchengemeinde Schöneberg zum ersten Ältesten gewählt.
In der Hauptstadt des Kaiserreichs riefen die Schraders viele soziale Einrichtungen, Vereine und Stiftungen ins Leben, beispielsweise den „Berliner Verein für häusliche Gesundheitspflege“ sowie 1874 den „Berliner Verein für Volkserziehung“. Letztgenannter Verein konnte bereits 1879 in Schöneberg ein Haus in der Steinmetzstraße 16 erwerben. Dort entstanden unter anderem ein Seminar für Kindergärtnerinnen und Kinderpflegerinnen, eine Koch- und Haushaltungsschule sowie Einrichtungen für Vorschul- und Schulkinder. Die Schradersche Institution, die sich schnell eines guten Rufs weit über die Stadt hinaus erfreute, die noch heute in veränderter Form existiert und der er sein gesamtes Vermögen vermachte, erhielt den Namen „Pestalozzi-Fröbel-Haus“, in Erinnerung an die großen Pädagogen Johann Heinrich Pestalozzi und Friedrich Fröbel. Schrader war 1886 auch Mitbegründer der Berliner Baugenossenschaft, in der er zunächst Mitglied im Aufsichtsrat und von 1900 bis zu seinem Tod Vorstand war.
Heute wird in Berlin an mehreren Orten an Karl Schrader erinnert: Die Straße vor dem Pestalozzi-Fröbel-Haus wurde einige Monate nach seinem Tod in Karl-Schrader-Straße umbenannt. Im Ortsteil Baumschulenweg hatte die Berliner Baugenossenschaft Häuser gebaut; Schrader war deren Vorsitzender, woran dort seit 1904 die Schraderstraße erinnert. Ferner wurden Gedenktafeln in der Klosterstraße (Ortsteil Mitte) und Malplaquetstraße 14a (Ortsteil Wedding) am dortigen Karl-Schrader-Haus angebracht.

## Schriften (Auswahl)
- mit Alexander Meyer, Max Broemel, Karl Baumbach und Theodor Barth: Kritische Beiträge zur herrschenden Wirtschaftspolitik. Berlin 1885.
- mit Henriette Schrader: Die hauswirthschaftliche Bildung der Mädchen in den ärmeren Klassen. Bemerkungen zu dem dem Congresse der Armenpfleger erstatteten Referate. Berlin 1888.